# Niobe-Schwarzstreifenhörnchen
Das Niobe-Schwarzstreifenhörnchen (Lariscus niobe) ist eine Hörnchenart aus der Gattung der Schwarzstreifenhörnchen (Lariscus). Es kommt in Indonesien auf den Inseln Java und Sumatra vor.

## Merkmale
Das Niobe-Schwarzstreifenhörnchen erreicht eine Kopf-Rumpf-Länge von etwa 18,9 bis 19,5 Zentimetern. Der Schwanz wird 8,5 bis 9 Zentimeter lang und ist damit deutlich kürzer als der restliche Körper. Es handelt sich um die dunkelste Art der Gattung mit einem dunkelbraunen Rückenfell, auf dem die schwarzen Streifen kaum sichtbar sind. Die Bauchseite ist etwas heller. Der Schwanz ist kurz mit einem undeutlichen schwarzen oder schwarz melierten Streifen an der Unterseite.

## Verbreitung
Das Niobe-Schwarzstreifenhörnchen kommt in Indonesien in den Höhenlagen der Inseln Java und Sumatra vor. Dabei beschränkt sich das Vorkommen auf Sumatra auf die Bergwälder an der Westküste und auf Java auf den Ijen im Osten der Insel.

## Lebensweise
Über die Lebensweise des Das Niobe-Schwarzstreifenhörnchens liegen keine Informationen vor. Es kommt in Primärwäldern sowie in Sekundärbeständen und Gebüschen vor und lebt primär am Boden.

## Systematik
Das Niobe-Schwarzstreifenhörnchen wird als eigenständige Art innerhalb der Gattung der Schwarzstreifenhörnchen (Lariscus) eingeordnet, die aus vier Arten besteht. Die wissenschaftliche Erstbeschreibung stammt von Oldfield Thomas aus dem Jahr 1898, der die Art anhand von Individuen aus der Gegend von Pajokombo im Hochland nahe Padang beschrieb. Der Artzusatz im wissenschaftlichen Namen bezieht sich auf Niobe aus der griechischen Mythologie.
Innerhalb der Art werden gemeinsam mit der Nominatform zwei Unterarten unterschieden:
- Lariscus n. niobe: Nominatform, kommt im Westen der Insel Sumatra vor.
- Lariscus n. vulcanus: Die Unterart kommt im Bereich des Ijen-Vulkankomplexes auf Java vor. Die Haare des Schwanzes haben weiße oder hell sandfarbene Spitzen.

## Status, Bedrohung und Schutz
Das Niobe-Schwarzstreifenhörnchen wird von der International Union for Conservation of Nature and Natural Resources (IUCN) aufgrund fehlender Daten zur Verbreitung und Bestandsgröße als „Data deficient“ eingeordnet.

## Belege
1. 1 2 3 4  Richard W. Thorington Jr., John L. Koprowski, Michael A. Steele: Squirrels of the World. Johns Hopkins University Press, Baltimore MD 2012; S. 171. ISBN 978-1-4214-0469-1
2. 1 2 3  Lariscus niobe in der Roten Liste gefährdeter Arten der IUCN 2014.3. Eingestellt von: K. Aplin, D. Lunde, 2008. Abgerufen am 8. April 2015.
3. 1 2  Lariscus niobe In: Don E. Wilson, DeeAnn M. Reeder (Hrsg.): Mammal Species of the World. A taxonomic and geographic Reference. 2 Bände. 3. Auflage. Johns Hopkins University Press, Baltimore MD 2005, ISBN 0-8018-8221-4.
4. ↑  Beolens, Watkins & Grayson: The Eponym Dictionary of Mammals. JHU Press, 2009, S. 294 (Niobe).